# Fem van Empel
Fem van Empel ('s-Hertogenbosch, 3 september 2002) is een Nederlands wielrenster die vanaf 1 januari 2023 rijdt voor Visma-Leasabike. Ze combineert zowel het veldrijden met het mountainbiken en het wegwielrennen. Ze is drievoudig wereldkampioen in het veldrijden (2023, 2024, 2025) en ook drievoudig Europees kampioen (2022, 2023, 2024).

## Biografie
Fem van Empel is opgegroeid en anno 2023 nog steeds woonachtig in het Brabantse Sint-Michielsgestel. Haar sportieve leven begon op zesjarige leeftijd als voetbalster bij het jongensteam van het lokale RKSV Sint-Michielsgestel. Later begon ze in navolging van haar vader ook met wielrennen. Sedert 2010 is ze lid van Wielervereniging Schijndel. Op 7 juli 2010 reed Van Empel haar eerste wegwedstrijd in Mierlo-Hout. Hier eindigde ze op een 13de plaats. Gedurende een tijd combineerde Fem van Empel het wielrennen met het voetbal. In 2018 ruilde ze RKSV Sint-Michielsgestel in voor RKSV Nuenen. Na anderhalf seizoen hier gespeeld te hebben, besloot ze op 10 november 2019 om te stoppen met voetbal en zich volledig op de wielersport te richten.
Amper twee maanden later behaalde zij de derde plaats op het NK veldrijden bij de junioren. Ze moest enkel Shirin van Anrooij en Puck Pieterse voor zich dulden. Later dat seizoen eindigde ze nog als vijfde op de WK voor junioren. Ze kroonde zich dat seizoen ook tot eindwinnares van de DVV Verzekeringen Trofee, waarbij ze tevens de laatste manche in Brussel wist te winnen. Het veldritseizoen 2020-2021 betekende voor haar de definitieve doorbraak. Ze lag dat seizoen voor het eerst onder contract bij een professionele wielerploeg. Dit bij de Belgische crossploeg Pauwels Sauzen-Bingoal. Bij die ploeg tekende ze op 4 januari 2021 voor het eerst ook een profcontract. Tijdens de veldritwinter van 2020-2021 eindigde ze onder andere vierde in zowel de wereldbeker van Dendermonde, als de GP Sven Nys. Dit als amper 18-jarige tussen de elite. Als orgelpunt op haar seizoen kroonde ze zich eind januari tot belofte wereldkampioen in Oostende. Aan de streep bleef ze haar landgenote Aniek van Alphen drie seconden voor.
Gedurende de veldritjaargang 2021-2022 bevestigde Van Empel haar status als toptalent. Zo won dat seizoen voor het eerst wedstrijden bij de elite. Ze won met het Italiaanse Val di Sole en Flamanville in Frankrijk, twee manches van de wereldbeker. Ze behaalde ook de Nederlandse titel, dit wel nog bij de beloftecategorie. Door deze goede resultaten besloot Fem van Empel, die in theorie derde jaars belofte was, vanaf het seizoen 2022-2023 al haar wedstrijden bij de elite af te werken. Deze keuze bleek al snel een schot in de roos. Ze toonde zich dominant in het seizoensbegin. Zo won ze de eerste vier rondes van wereldbekerseizoen, als ook de zware Koppenbergcross. Hierna volgde een eerste hoogtepunt. In Namen kroonde ze zich tot Europees kampioene. Ze finishte er met 22 seconden voorsprong op Ceylin del Carmen Alvarado. Zo behaalde ze voor de eerste maal in haar carrière een kampioenstrui bij de elite. Ze zou later dat seizoen nog acht crossen winnen. Met als orgelpunt haar eerste wereldtitel bij de profs. Van Empel kroonde zich eveneens tot de eindwinnaar van de wereldbeker en de Soudal Ladies Trophy. In de daaropvolgende jaargang 2023-2024 was van Empel dominant in het seizoensbeging. Ze won 11 crossen op rij. Pas eind december wist ze voor het eerst niet te winnen. Tijdens de Wereldbeker van Gavere eindigde ze als tweede.
Naast het veldrijden is Fem van Empel ook actief in andere takken van de wielersport. In het mountainbiken werd ze in 2020 derde op het onderdeel Cross-country eliminator (XCE) tijdens de wereldkampioenschappen. Dit deed ze als junior tussen de elites. In haar eigen juniorencategorie werd Van Empel tiende op het onderdeel cross-country. Tijdens de XCE-wedstrijd van de Europese kampioenschappen mountainbike 2021 eindigde ze in de finale als tweede. Enkel de Italiaanse Gaia Tormena was sneller. Ook in 2022 boekte Fem van Empel verscheidene goede resultaten op de mountainbike. Zo boekte ze overwinningen in twee manches van de 3 Nations Cup. Werd ze Nederlands kampioen bij de U23 door Puck Pieterse in de spurt voor te blijven. Op het EK U23 waren de rollen omgedraaid en eindigde ze met zilver, achter Pieterse.
Vanaf het zomerseizoen 2021 is Van Empel ook regelmatig actief in het wegwielrennen. Haar meest noemenswaardige uitslag tot dusver is een bronzen plak op de EK wegwedstrijd voor beloften in 2022. Ze eindigde op 11 seconden van de winnares, haar landgenote Shirin van Anrooij. In 2023 maakte van Empel de overstap naar Visma-Lease a Bike. Een ploeg uit de UCI Women's World Tour.

## Palmares

### Wegwielrennen
2023
3e etappe Ronde van de Toekomst
 Puntenklassement Ronde van de Toekomst

#### Resultaten in voornaamste wedstrijden
|      | \| Jaar \| Gent-Wevelgem \| Ronde van Vlaanderen \| Dwars door Vlaanderen \| Waalse Pijl \| \| ---- \| ------------- \| -------------------- \| --------------------- \| ----------- \| \| 2024 \| opgave \| 17e \| 37e \| 8e \| |                      |                       |             |
| Jaar | Gent-Wevelgem | Ronde van Vlaanderen | Dwars door Vlaanderen | Waalse Pijl |
| 2024 | opgave | 17e                  | 37e                   | 8e          |

### Mountainbiken
Cross-country
| Seizoen | Wereldbeker | OS  | WK  | EK  | NK  | Overige       | Totaal aantal zeges |  |
| ------- | ----------- | --- | --- | --- | --- | ------------- | ------------------- |  |
| 2022    |             | NVT | NVT | NVT | NVT | Wijster, Genk | 2                   |  |
| 2023    |             | NVT | DNS | 10e | DNS |               | 0                   |  |
|         |             |     |     |     |     |               |                     |  |
| Totaal  | 0           | 0   | 0   | 0   | 0   | 2             | 2                   |  |

Resultatentabel
| Seizoen | Aantal zeges      | ↑   | ↑   | ↑   | ↑   | WB XCO | UCI  |  |
| ------- | ----------------- | --- | --- | --- | --- | ------ | ---- |  |
| 2022    | 2 overwinning(en) | NVT | NVT | NVT | NVT | NVT    | 111e |  |
| 2023    | 0 overwinning(en) | NVT | DNS | 10e | DNS | 53e    | 175e |  |
|         |                   |     |     |     |     |        |      |  |
| Totaal  | 2                 | 0   | 0   | 0   | 0   | 0      | 0    |  |

### Veldrijden

#### Elite

##### Podiumplaatsen
| Legenda                       |
| ----------------------------- |
| Wereldkampioenschappen        |
| Continentale kampioenschappen |
| Nationale kampioenschappen    |
| Wereldbeker                   |
| Superprestige                 |
| Trofee                        |
| Overige veldritten            |

| Nr.           | Seizoen       | Datum             | Veldrit                                        | Cat.          | Wedstrijdserie                    |               |
| Overwinningen | Overwinningen | Overwinningen     | Overwinningen                                  | Overwinningen | Overwinningen                     | Overwinningen |
| ------------- | ------------- | ----------------- | ---------------------------------------------- | ------------- | --------------------------------- | ------------- |
| 1.            | 2021-2022     | 12 december 2021  | Val di Sole World Cup, Val di Sole             | CDM           | Wereldbeker (nr. 1)               |               |
| 2.            | 2021-2022     | 16 januari 2022   | Flamanville World Cup, Flamanville             | CDM           | Wereldbeker (nr. 2)               |               |
| 3.            | 2022-2023     | 18 september 2022 | Polderscross, Kruibeke                         | C2            | Exact Cross (nr. 1)               |               |
| 4.            | 2022-2023     | 25 september 2022 | Be-Mine Cross, Beringen (nr. 1)                | C2            | Exact Cross (nr. 2)               |               |
| 5.            | 2022-2023     | 9 oktober 2022    | Wereldbeker Waterloo, Waterloo (nr. 1)         | CDM           | Wereldbeker (nr. 3)               |               |
| 6.            | 2022-2023     | 16 oktober 2022   | Wereldbeker Fayetteville, Fayetteville         | CDM           | Wereldbeker (nr. 4)               |               |
| 7.            | 2022-2023     | 23 oktober 2022   | Cyclocross Tábor, Tábor (nr. 1)                | CDM           | Wereldbeker (nr. 5)               |               |
| 8.            | 2022-2023     | 30 oktober 2022   | Wereldbeker Maasmechelen, Maasmechelen (nr. 1) | CDM           | Wereldbeker (nr. 6)               |               |
| 9.            | 2022-2023     | 1 november 2022   | Koppenbergcross, Oudenaarde (nr. 1)            | C1            | X²O Badkamers Trofee (nr. 1)      |               |
| 10.           | 2022-2023     | 5 november 2022   | Europees kampioenschap, Namen                  | CC            | Europese kampioenschappen (nr. 1) |               |
| 11.           | 2022-2023     | 4 december 2022   | Scheldecross, Antwerpen (nr. 1)                | CDM           | Wereldbeker (nr. 7)               |               |
| 12.           | 2022-2023     | 11 december 2022  | Wereldbeker Dublin, Dublin                     | CDM           | Wereldbeker (nr. 8)               |               |
| 13.           | 2022-2023     | 1 januari 2023    | GP Sven Nys, Baal (nr. 1)                      | C1            | X²O Badkamers Trofee (nr. 2)      |               |
| 14.           | 2022-2023     | 22 januari 2023   | Wereldbeker Benidorm, Benidorm (nr. 1)         | CDM           | Wereldbeker (nr. 9)               |               |
| 15.           | 2022-2023     | 28 januari 2023   | Flandriencross, Hamme (nr. 1)                  | C1            | X²O Badkamers Trofee (nr. 3)      |               |
| 16.           | 2022-2023     | 4 februari 2023   | Wereldkampioenschap, Hoogerheide (nr. 1)       | CM            | Wereldkampioenschappen (nr. 1)    |               |
| 17.           | 2022-2023     | 12 februari 2023  | Krawatencross, Lille (nr. 1)                   | C1            | X²O Badkamers Trofee (nr. 4)      |               |
| 18.           | 2022-2023     | 19 februari 2023  | Brussels Universities Cyclocross, Brussel      | C1            | X²O Badkamers Trofee (nr. 5)      |               |
| 19.           | 2023-2024     | 8 oktober 2023    | Be-Mine Cross, Beringen (nr. 2)                | C2            | Exact Cross (nr. 3)               | [ 9 ] [ 10 ]  |
| 20.           | 2023-2024     | 15 oktober 2023   | Wereldbeker Waterloo, Waterloo (nr. 2)         | CDM           | Wereldbeker (nr. 10)              | [ 11 ]        |
| 21.           | 2023-2024     | 22 oktober 2023   | Druivencross, Overijse                         | C1            | Superprestige (nr. 1)             | [ 12 ]        |
| 22.           | 2023-2024     | 24 oktober 2023   | Nacht van Woerden, Woerden                     | C2            | Overige                           | [ 13 ]        |
| 23.           | 2023-2024     | 29 oktober 2023   | Wereldbeker Maasmechelen, Maasmechelen (nr. 2) | CDM           | Wereldbeker (nr. 11)              | [ 14 ]        |
| 24.           | 2023-2024     | 1 november 2023   | Koppenbergcross, Oudenaarde (nr. 2)            | C1            | X²O Badkamers Trofee (nr. 6)      | [ 15 ]        |
| 25.           | 2023-2024     | 5 november 2023   | Europees kampioenschap, Pontchâteau            | CC            | Europese kampioenschappen (nr. 2) | [ 16 ]        |
| 26.           | 2023-2024     | 25 november 2023  | Urban Cross, Kortrijk (nr. 1)                  | C2            | X²O Badkamers Trofee (nr. 7)      | [ 17 ]        |
| 27.           | 2023-2024     | 2 december 2023   | Schorrecross, Boom                             | C1            | Superprestige (nr. 2)             | [ 18 ]        |
| 28.           | 2023-2024     | 16 december 2023  | Herentals Crosst, Herentals (nr. 1)            | C2            | X²O Badkamers Trofee (nr. 8)      | [ 19 ]        |
| 29.           | 2023-2024     | 23 december 2023  | Scheldecross, Antwerpen (nr. 2)                | CDM           | Wereldbeker (nr. 12)              |               |
| 30.           | 2023-2024     | 27 december 2023  | GP Eric De Vlaeminck, Heusden-Zolder           | C1            | Superprestige (nr. 3)             |               |
| 31.           | 2023-2024     | 1 januari 2024    | GP Sven Nys, Baal (nr. 2)                      | C1            | X²O Badkamers Trofee (nr. 9)      | [ 20 ]        |
| 32.           | 2023-2024     | 4 januari 2024    | Duinencross, Koksijde                          | C1            | X²O Badkamers Trofee (nr. 10)     |               |
| 33.           | 2023-2024     | 21 januari 2024   | Wereldbeker Benidorm, Benidorm (nr. 2)         | CDM           | Wereldbeker (nr. 13)              |               |
| 34.           | 2023-2024     | 27 januari 2024   | Flandriencross, Hamme (nr. 2)                  | C1            | X²O Badkamers Trofee (nr. 11)     |               |
| 35.           | 2023-2024     | 28 januari 2024   | GP Adrie van der Poel, Hoogerheide (nr. 2)     | CDM           | Wereldbeker (nr. 14)              |               |
| 36.           | 2023-2024     | 3 februari 2024   | Wereldkampioenschap, Tábor (nr. 2)             | CM            | Wereldkampioenschappen (nr. 2)    |               |
| 37.           | 2023-2024     | 11 februari 2024  | Krawatencross, Lille (nr. 2)                   | C1            | X²O Badkamers Trofee (nr. 12)     | [ 21 ]        |
| 38.           | 2024-2025     | 12 oktober 2024   | Be-Mine Cross, Beringen (nr. 3)                | C2            | Exact Cross (nr. 4)               | [ 22 ]        |
| 39.           | 2024-2025     | 1 november 2024   | Koppenbergcross, Oudenaarde (nr. 3)            | C1            | X²O Badkamers Trofee (nr. 13)     | [ 23 ]        |
| 40.           | 2024-2025     | 3 november 2024   | Europese kampioenschappen, Pontevedra          | CC            | Europese kampioenschappen (nr. 3) | [ 24 ]        |
| 41.           | 2024-2025     | 23 november 2024  | Urban Cross, Kortrijk (nr. 2)                  | C2            | Exact Cross (nr. 5)               | [ 25 ]        |
| 42.           | 2024-2025     | 24 november 2024  | Scheldecross, Antwerpen (nr. 3)                | CDM           | Wereldbeker (nr. 15)              | [ 26 ]        |
| 43.           | 2024-2025     | 14 december 2024  | Herentals Crosst, Herentals (nr. 2)            | C1            | X²O Badkamers Trofee (nr. 14)     | [ 27 ]        |
| 44.           | 2024-2025     | 26 december 2024  | Cyclocross Asper-Gavere, Gavere                | CDM           | Wereldbeker (nr. 16)              | [ 28 ]        |
| 45.           | 2024-2025     | 29 december 2024  | Wereldbeker Besançon, Besançon                 | CDM           | Wereldbeker (nr. 17)              | [ 29 ]        |
| 46.           | 2024-2025     | 1 januari 2025    | GP Sven Nys, Baal (nr. 3)                      | C1            | X²O Badkamers Trofee (nr. 15)     |               |
| 47.           | 2024-2025     | 19 januari 2025   | Wereldbeker Benidorm, Benidorm (nr. 3)         | CDM           | Wereldbeker (nr. 18)              | [ 30 ]        |
| 48.           | 2024-2025     | 1 februari 2025   | Wereldkampioenschappen veldrijden, Liévin      | CM            | Wereldkampioenschappen (nr. 3)    | [ 31 ]        |
| 2e plaatsen   |               |                   |                                                |               |                                   |               |
| 1.            | 2021-2022     | 11 september 2021 | Rapencross, Lokeren                            | C2            | Ethias Cross (nr. 1)              |               |
| 2.            | 2021-2022     | 27 december 2021  | GP Eric De Vlaeminck, Heusden-Zolder           | C1            | Superprestige (nr. 1)             |               |
| 3.            | 2022-2023     | 1 oktober 2022    | Berencross, Meulebeke                          | C2            | Exact Cross (nr. 2)               |               |
| 4.            | 2022-2023     | 13 november 2022  | Grote Prijs Beekse Bergen, Hilvarenbeek        | CDM           | Wereldbeker (nr. 1)               |               |
| 5.            | 2022-2023     | 20 november 2022  | Druivencross, Overijse                         | CDM           | Wereldbeker (nr. 2)               |               |
| 6.            | 2022-2023     | 27 november 2022  | Vestingcross, Hulst                            | CDM           | Wereldbeker (nr. 3)               |               |
| 7.            | 2022-2023     | 5 januari 2023    | Duinencross, Koksijde                          | C1            | X²O Badkamers Trofee (nr. 1)      |               |
| 8.            | 2023-2024     | 26 december 2023  | Cyclocross Asper-Gavere, Gavere                | CDM           | Wereldbeker (nr. 4)               |               |
| 9.            | 2024-2025     | 20 oktober 2024   | Cyclocross Ruddervoorde, Ruddervoorde          | C1            | Superprestige (nr.2)              | [ 32 ]        |
| 10.           | 2024-2025     | 27 oktober 2024   | Druivencross, Overijse                         | C1            | Superprestige (nr.3)              | [ 33 ]        |
| 11.           | 2024-2025     | 1 december        | Wereldbeker Dublin, Dublin                     | CDM           | Wereldbeker (nr. 4)               | [ 34 ]        |
| 3e plaatsen   |               |                   |                                                |               |                                   |               |
| 1.            | 2022-2023     | 8 januari 2023    | Cyclocross Zonhoven, Zonhoven                  | CDM           | Wereldbeker (nr. 1)               |               |
| 2.            | 2022-2023     | 15 januari 2023   | Nederlands kampioenschap, Zaltbommel           | CN            | Nederlandse kampioenschappen      |               |
| 3.            | 2024-2025     | 22 oktober 2024   | Nacht van Woerden, Woerden                     | C2            | Overige                           | [ 35 ]        |
| 4.            | 2024-2025     | 3 januari 2025    | Duinencross, Koksijde                          | C1            | X²O Badkamers Trofee              | [ 36 ]        |
| 5.            | 2024-2025     | 5 januari 2025    | Ambiancecross, Dendermonde                     | CDM           | Wereldbeker (nr. 2)               | [ 37 ]        |

- Wereldkampioene gemengde estafette 2023

##### Resultatentabel
| Seizoen   | WK | EK | NK  | Klassementen | Klassementen | Klassementen | UCI- ranking | Podia | Podia  | Podia | Aantal crossen |
| Seizoen   | WK | EK | NK  | WB           | SP           | Trofee       | UCI- ranking | Goud  | Zilver | Brons | Aantal crossen |
| --------- | -- | -- | --- | ------------ | ------------ | ------------ | ------------ | ----- | ------ | ----- | -------------- |
| ↓ Elite ↓ |    |    |     |              |              |              |              |       |        |       |                |
| 2019-2020 | –  | –  | –   | 90e          | –            | 50e          | 167e         | –     | –      | –     | 4              |
| 2020-2021 | –  | –  | –   | 11e          | 23e          | 6e           | 19e          | –     | –      | –     | 22             |
| 2021-2022 | –  | –  | 4e  | 4e           | 11e          | 15e          | 4e           | 2     | 2      | –     | 24             |
| 2022-2023 | ↑  | ↑  | ↑   | ↑            | –            | ↑            | Goud         | 16    | 5      | 2     | 24             |
| 2023-2024 | ↑  | ↑  | DNS | 4e           | 8e           | ↑            | Brons        | 19    | 1      | –     | 21             |
| 2024-2025 | ↑  | ↑  | DNS | ↑            | 10e          | 5e           | Zilver       | 11    | 3      | 3     | 20             |
| Totaal    |    |    |     |              |              |              |              | 48    | 11     | 5     | 115            |

### Gravel
2023
 Nederlands kampioene gravel

### Jeugd
Wereldkampioene veldrijden: 2021 (beloften)
 Nederlands kampioene veldrijden: 2022 (beloften)
 Nederlands kampioene mountainbiken: 2022 (beloften)
Trofee veldrijden: 2019-2020 (junioren)

## Ploegen
- 2020 –  Pauwels Sauzen-Bingoal (vanaf 1 oktober)
- 2021 –  Pauwels Sauzen-Bingoal
- 2022 –  Pauwels Sauzen-Bingoal
- 2023 –  Jumbo-Visma
- 2024 –  Visma-Lease a Bike
- 2025 –  Visma-Lease a Bike

Achtereekte · van Agt · Beekhuis · Cadzow · van Empel · Henderson · Kraak · Labecki · Markus · Oudeman · Reijnhout · Riedmann · Rüegg · Swinkels · Veenhoven · Vos
Achtereekte · van Agt · von Berswordt · van Empel · Geurts · Henderson · Markus · Nooijen · Oudeman · Reijnhout · Riedmann · Veenhoven · Vigié · Vos · de Vries (vanaf 4/6) · Wolff (stage vanaf 7/9)
Achtereekte · van Agt · von Berswordt · Bunel · Chladoňová · van Empel · Ferrand-Prévot · Fidanza · Geurts · Nooijen · Oudeman · Reijnhout · Riedmann · Veenhoven · Vigié · Vos · de Vries · Wolff